# Persicaria robustior
Persicaria robustior là một loài thực vật có hoa trong họ Rau răm. Loài này được (Small) E.P. Bicknell miêu tả khoa học đầu tiên năm 1909.